# Crulai
Crulai est une commune française, située dans le département de l'Orne en région Normandie, peuplée de 803 habitants.

## Géographie

### Localisation
La commune est aux confins du pays d'Ouche et du Perche. Son bourg est à 7,5 km au sud de L'Aigle et à 14 km au nord de Tourouvre.
| La Chapelle-Viel | Saint-Ouen-sur-Iton | Vitrai-sous-Laigle       |
| Les Aspres       | Crulai              | Vitrai-sous-Laigle, Irai |
| Les Aspres       | Les Aspres, Irai    | Irai                     |

### Hydrographie
La commune est située dans le bassin Seine-Normandie. Elle est drainée par l'Iton, le cours d'eau 01 du Moulin de la Barre et  et un autre petit cours d'eau,.
L'Iton, d'une longueur de 132 km, prend sa source dans la commune de Mahéru et se jette  dans l'Eure à Acquigny, après avoir traversé 39 communes. 
Deux plans d'eau complètent le réseau hydrographique : le plan d'eau de la Boë (0,74 ha) et le plan d'eau des écluses (2,22 ha),.

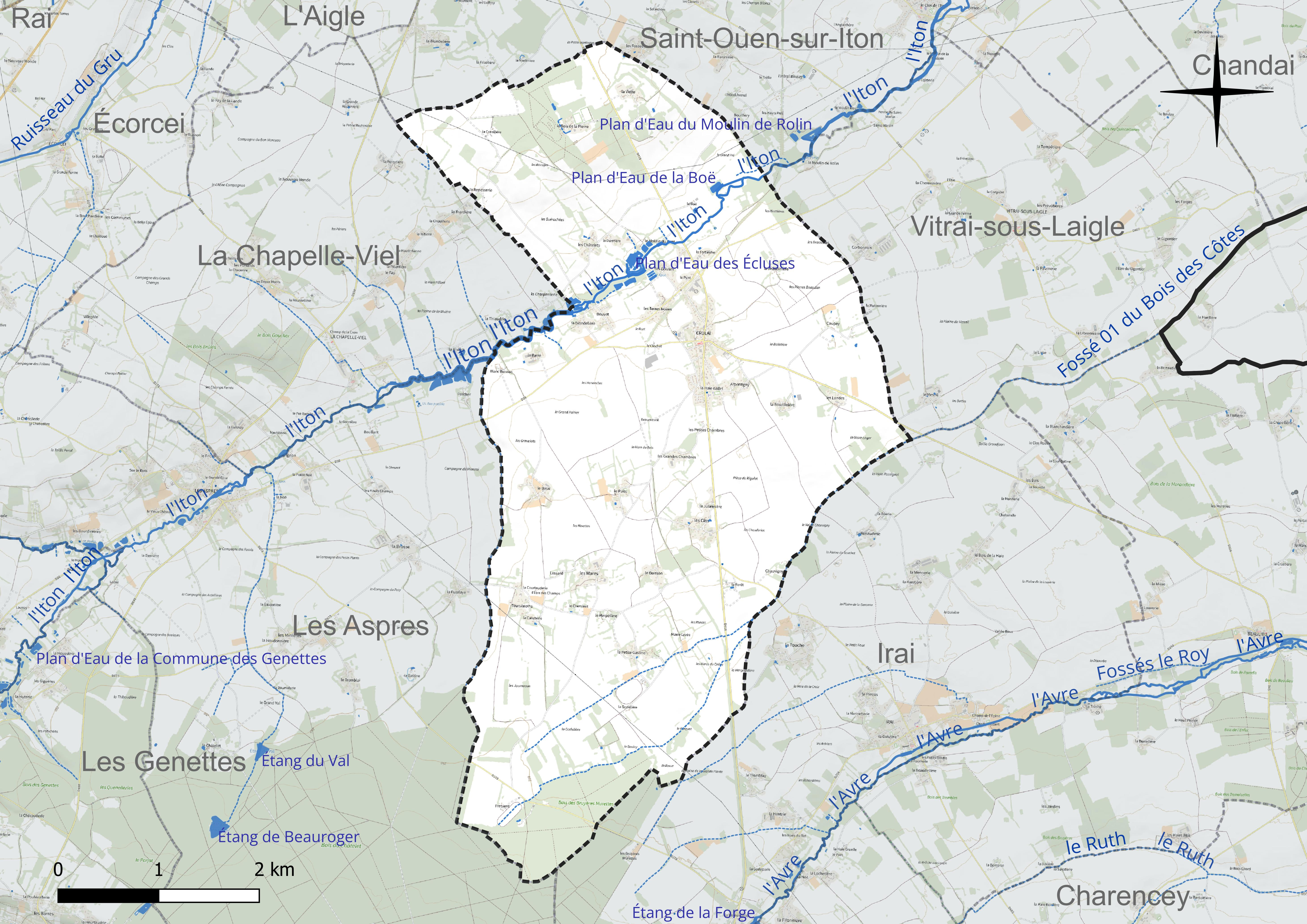
Réseau hydrographique de Crulai.

### Climat
Pour des articles plus généraux, voir Climat de la Normandie et Climat de l'Orne.
En 2010, le climat de la commune est de type climat océanique dégradé des plaines du Centre et du Nord, selon une étude du CNRS s'appuyant sur une série de données couvrant la période 1971-2000. En 2020, Météo-France publie une typologie des climats de la France métropolitaine dans laquelle la commune est exposée à un climat océanique altéré et est dans la région climatique Normandie (Cotentin, Orne), caractérisée par une pluviométrie relativement élevée (850 mm/a) et un été frais (15,5 °C) et venté. Parallèlement le GIEC normand, un groupe régional d’experts sur le climat, différencie quant à lui, dans une étude de 2020, trois grands types de climats pour la région Normandie, nuancés à une échelle plus fine par les facteurs géographiques locaux. La commune est, selon ce zonage, exposée à un « climat contrasté des collines », correspondant au Pays d'Ouche et au Perche et bénéficiant d’un caractère continental affirmé avec des précipitations atténuées et des amplitudes thermiques fortes.
Pour la période 1971-2000, la température annuelle moyenne est de 10 °C, avec une amplitude thermique annuelle de 14,3 °C. Le cumul annuel moyen de précipitations est de 778 mm, avec 12,3 jours de précipitations en janvier et 8,1 jours en juillet. Pour la période 1991-2020, la température moyenne annuelle observée sur la station météorologique la plus proche, située sur la commune de Beaulieu à 6 km à vol d'oiseau, est de 10,5 °C et le cumul annuel moyen de précipitations est de 836,7 mm,. Pour l'avenir, les paramètres climatiques de la commune estimés pour 2050 selon différents scénarios d’émission de gaz à effet de serre sont consultables sur un site dédié publié par Météo-France en novembre 2022.

## Urbanisme

### Typologie
Au 1er janvier 2024, Crulai est catégorisée commune rurale à habitat dispersé, selon la nouvelle grille communale de densité à sept niveaux définie par l'Insee en 2022. Elle est située hors unité urbaine. Par ailleurs la commune fait partie de l'aire d'attraction de l'Aigle, dont elle est une commune de la couronne,. Cette aire, qui regroupe 32 communes, est catégorisée dans les aires de moins de 50 000 habitants,.

### Occupation des sols
L'occupation des sols de la commune, telle qu'elle ressort de la base de données européenne d’occupation biophysique des sols Corine Land Cover (CLC), est marquée par l'importance des territoires agricoles (89 % en 2018), une proportion identique à celle de 1990 (89 %). La répartition détaillée en 2018 est la suivante : terres arables (71,7 %), prairies (17,2 %), forêts (8,6 %), zones urbanisées (2,3 %), zones agricoles hétérogènes (0,2 %). L'évolution de l’occupation des sols de la commune et de ses infrastructures peut être observée sur les différentes représentations cartographiques du territoire : la carte de Cassini (XVIIIe siècle), la carte d'état-major (1820-1866) et les cartes ou photos aériennes de l'IGN pour la période actuelle (1950 à aujourd'hui).

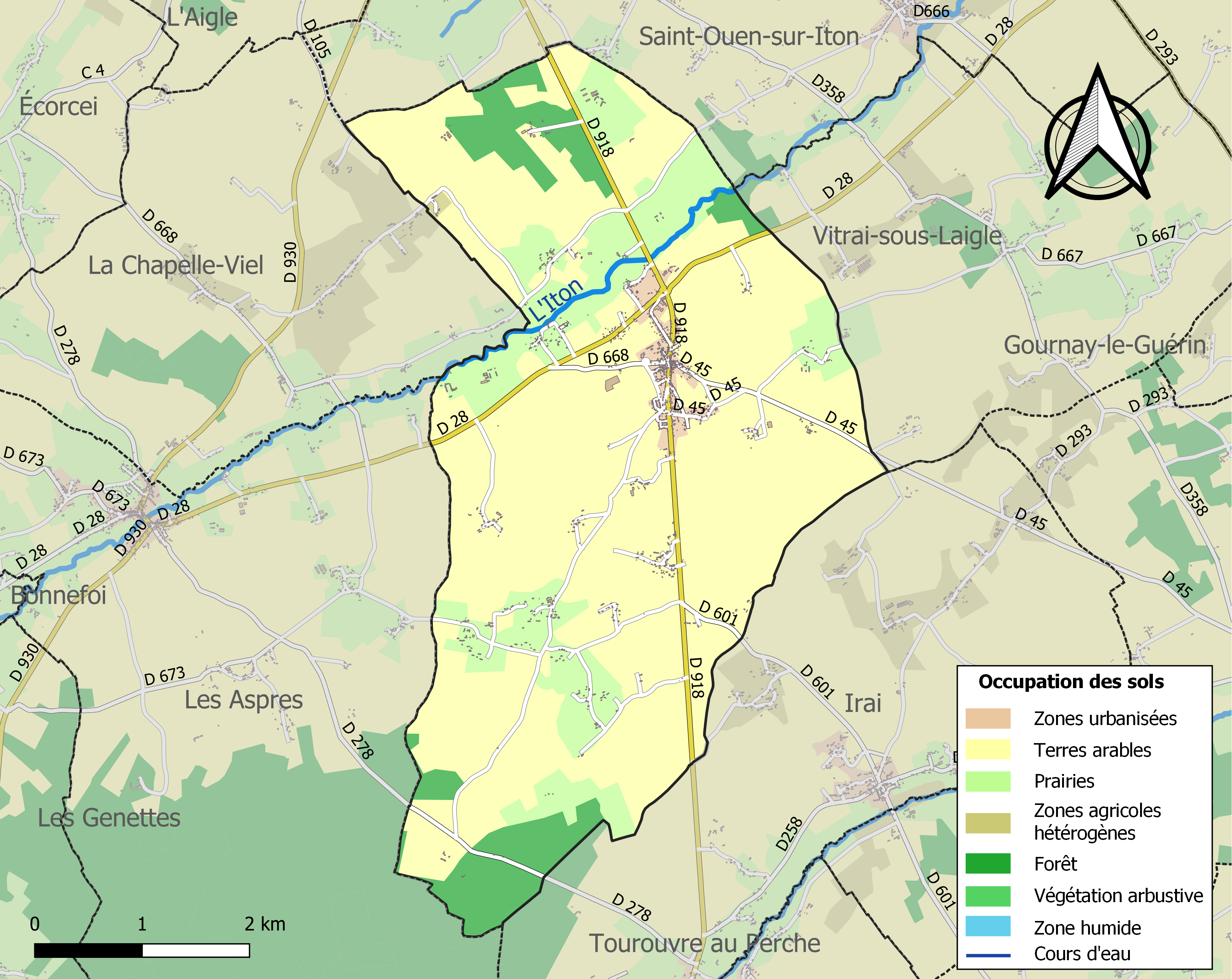
Carte des infrastructures et de l'occupation des sols de la commune en 2018 (CLC).

## Toponymie
Le nom de la localité est attesté sous les formes Crusley en 1793, Crulay en 1801.
Le gentilé est Crulaisien.

## Politique et administration
| Période                                  | Période   | Identité                | Étiquette | Qualité                                                           |
| ---------------------------------------- | --------- | ----------------------- | --------- | ----------------------------------------------------------------- |
| 18…                                      | 18…       | Lecointe                |           |                                                                   |
| 1983                                     | mars 2001 | Patrick de Goussencourt | RPR       | Agriculteur, suppléant du député Jean-Claude Lenoir (1993 à 1997) |
| mars 2001                                | mars 2014 | Joël Buffard            |           | Professeur                                                        |
| mars 2014                                | En cours  | Philippe Croteau        |           | Cadre de direction                                                |
| Les données manquantes sont à compléter. |           |                         |           |                                                                   |

Le conseil municipal est composé de quinze membres dont le maire et quatre adjoints.

## Démographie
L'évolution du nombre d'habitants est connue à travers les recensements de la population effectués dans la commune depuis 1793. Pour les communes de moins de 10 000 habitants, une enquête de recensement portant sur toute la population est réalisée tous les cinq ans, les populations de référence des années intermédiaires étant quant à elles estimées par interpolation ou extrapolation. Pour la commune, le premier recensement exhaustif entrant dans le cadre du nouveau dispositif a été réalisé en 2006.
En 2022, la commune comptait 803 habitants, en évolution de −7,81 % par rapport à 2016 (Orne : −3,21 %, France hors Mayotte : +2,11 %).
Au premier recensement républicain, en 1793, Crulai comptait 1 095 habitants, population jamais atteinte depuis.
| 1793  | 1800  | 1806  | 1821  | 1836  | 1841  | 1846  | 1851 | 1856 |
| ----- | ----- | ----- | ----- | ----- | ----- | ----- | ---- | ---- |
| 1 095 | 1 059 | 1 077 | 1 026 | 1 056 | 1 018 | 1 001 | 982  | 895  |

| 1861 | 1866 | 1872 | 1876 | 1881 | 1886 | 1891 | 1896 | 1901 |
| ---- | ---- | ---- | ---- | ---- | ---- | ---- | ---- | ---- |
| 865  | 889  | 840  | 854  | 848  | 805  | 770  | 737  | 734  |

| 1906 | 1911 | 1921 | 1926 | 1931 | 1936 | 1946 | 1954 | 1962 |
| ---- | ---- | ---- | ---- | ---- | ---- | ---- | ---- | ---- |
| 745  | 738  | 711  | 768  | 712  | 635  | 686  | 685  | 655  |

| 1968 | 1975 | 1982 | 1990 | 1999 | 2006 | 2011 | 2016 | 2021 |
| ---- | ---- | ---- | ---- | ---- | ---- | ---- | ---- | ---- |
| 572  | 648  | 705  | 720  | 783  | 914  | 943  | 871  | 818  |

| 2022 | - | - | - | - | - | - | - | - |
| ---- | - | - | - | - | - | - | - | - |
| 803  | - | - | - | - | - | - | - | - |

## Culture locale et patrimoine

### Lieux et monuments

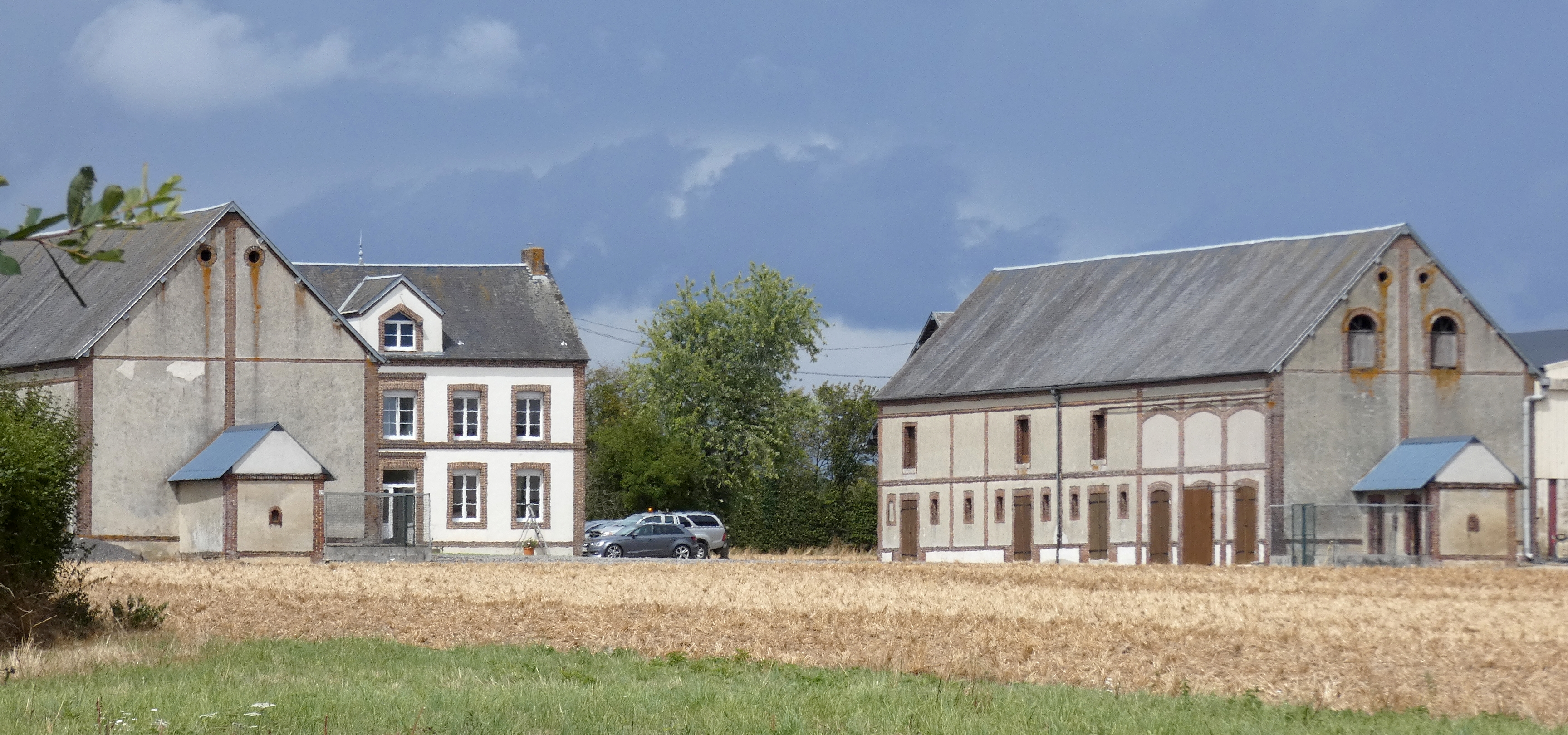
La ferme de la Cornillière.

- Église Saint-Martin construite entre 1868 et 1870. Le clocher est édifié en 1890.
- La ferme de la Cornillière du XIXe siècle partiellement inscrite au titre des monuments historiques par arrêté du 17 janvier 2006[27].
- Château et dolmens du Bois de la Pierre.
- Motte féodale et souterrain-refuge[28].

### Personnalités liées à la commune
- Étienne Gautier (Crulai, 9 juin 1914 - Angoulême, 4 juillet 1993),  ENA, promotion Union française (1948).

Il a publié avec Louis Henry  La population de Crulai, paroisse normande aux Cahiers de l'INED 1958 no 33, 272 p (épuisé).
Ce livre est mondialement considéré comme l'ouvrage fondateur de la démographie historique et a même servi lors de débats à l'ONU sur les mouvements de population à l'échelle planétaire.
Dans un article intitulé De la démographie historique à l'histoire des populations, Paul-André Rosental fait largement référence à l'importance de ce livre publié sur Crulai,.
- Marc Vaux (Crulai, 1895 - 1971), photographe.

### Héraldique
| Blason de Crulai | Blason  | D’azur à la fasce abaissée d’argent surmontée d’un léopard d’or. |
| Blason de Crulai | Détails | Ce blason est celui de la famille de Raveton de Chauvigny, seigneur de Crulay. Les descendants ont accepté que leurs armoiries deviennent aussi celles de la commune de Crulai. |